# 浜近高徳
浜近 高徳（はまちか たかのり、1959年6月23日 - ）は、日本の俳優。福岡県出身。有限会社宝井プロジェクト所属。

## 出演

### テレビドラマ
- 世にも奇妙な物語 春の特別編 (1995年)「トイレの落書」（1995年4月3日、フジテレビ）
- 輝く季節の中で（1995年、フジテレビ）
- 刑事追う!（1996年4月-9月、テレビ東京） - 頼近刑事 役
- はみだし刑事情熱系（1996年） - 玉井刑事 役
- しようよ♡ 第5話（1996年11月9日、テレビ朝日）
- サンタが殺しにやって来た（1996年12月23日、フジテレビ）
- 踊る大捜査線 第1話（1997年1月7日、フジテレビ）
- せいぎのみかた（1997年、日本テレビ）
- こんな恋のはなし 第1話（1997年7月3日、フジテレビ）
- ガラスの仮面 第10話（1997年9月8日、テレビ朝日）
- 世にも奇妙な物語'97秋の特別編「ウィルス」（1997年10月6日、フジテレビ）
- 火曜サスペンス劇場 （日本テレビ）
  - 刑事・鬼貫八郎 (7) 「憎悪の化石」（1997年12月2日）
  - 弁護士・朝日岳之助 (13) 「温情捜査」（1999年7月13日）
  - 警視庁鑑識班 (12)（2001年6月12日） - 寺島刑事 役
- きらきらひかる 第2話（1998年1月20日、フジテレビ）
- 冷たい月（1998年1月-3月、日本テレビ） - 刑事役
- 私の中の誰か〜買い物依存症の女たち〜 第3話（1998年5月20日、NHK）
- スウィートデビル 第3話（1998年7月27日、テレビ朝日）
- 青の時代（1998年7月-9月、TBSテレビ）
- 走れ公務員! 第3話（1998年10月27日、フジテレビ）
- 新・腕におぼえあり〜よろずや平四郎活人剣〜（1998年9月-1999年3月、NHK） - 定吉役
- お水の花道 第9話（1999年3月3日、フジテレビ）
- 土曜ワイド劇場 （テレビ朝日）
  - 女弁護士 朝吹里矢子 (6) 「幼い目撃者」（1999年3月13日）
  - 警視庁女性捜査班 (3) 「ダブルストーカー殺人」（2001年10月27日） - 飯島役
  - 法律事務所（2006年8月12日）
  - 警視庁捜査一課長〜ヒラから成り上がった最強の刑事! (1) 「主婦たちの4億円強奪トリック…」（2012年7月14日） - 竹川栄二役
- 刑事たちの夏（1999年4月1日、日本テレビ）
- らせん（1999年7月-9月、フジテレビ）
- 砂の上の恋人たち 第9話（1999年12月7日、フジテレビ）
- 大河ドラマ（NHK）
  - 葵 徳川三代（2000年） - 青木久左衛門 役
  - 天地人 第1話（2009年1月4日）
- スキッと一心太助 第17話（2000年、NHK） - 久助 役
- はみだし刑事情熱系 PART4 第17話（2000年2月9日、テレビ朝日）
- ショカツ 第2話（2000年4月18日、フジテレビ）
- 池袋ウエストゲートパーク 第3話（2000年4月28日、TBSテレビ） - ヤクザ役
- はぐれ刑事純情派第13シリーズ 第8話（2000年5月24日、テレビ朝日）
- 合い言葉は勇気 第1話（2000年7月6日、フジテレビ） - フナムシ開発職員役
- 百年の物語第二夜（戦後編）愛は哀しみをこえて（2000年8月29日、TBSテレビ） - チンピラ役
- ナニワ金融道パート5（2000年9月25日、フジテレビ） - オーナー役
- 墓標の町（2000年9月30日、テレビ朝日）
- 神様のいたずら 第9話（2000年12月5日、フジテレビ）
- 相棒（テレビ朝日）
  - 相棒 警視庁ふたりだけの特命係 (2)（2001年1月27日）
  - Season 2 第13話（2004年1月21日）
  - Season 7 第8話（2008年12月10日） - 特殊班刑事 役
  - Season 8 第11話（2010年1月13日）
  - Season 11 第18話（2013年3月13日） - 巡査 役
  - Season 12 第11話（2014年1月8日） - 明月 役
- お前の諭吉が泣いている（2001年1月-3月、テレビ朝日） - 借金取り 役
- 世にも奇妙な物語'01春の傑作選「株式男」（2001年4月5日、フジテレビ）
- ルーキー! 第11話（2001年6月19日、フジテレビ） - 刑事 役
- さよなら、小津先生 第4話（2001年10月30日、フジテレビ）
- ロング・ラブレター〜漂流教室〜 第8話（2002年2月28日、フジテレビ）
- 眠れぬ夜を抱いて 第1話（2002年4月11日、テレビ朝日）
- ビッグマネー!〜浮世の沙汰は株しだい〜 第12話（2002年6月27日、フジテレビ） - 刑事役
- 新宿鮫 氷舞 第1話（2002年4月29日、NHKBS2）
- 新・愛の嵐（2002年7月-9月、東海テレビ/フジテレビ） - 取立屋・矢口役
- ランチの女王 第6話（2002年8月、フジテレビ）
- ホーム&アウェイ 第2話（2002年10月14日、フジテレビ）
- 天才柳沢教授の生活 第5話（2002年11月13日、フジテレビ）
- ダブルスコア 第10話（2002年12月10日、フジテレビ）
- 幸せ咲いた〜結婚相談所物語〜（2003年、東海テレビ/フジテレビ） - 野口耕三 役
- ダイヤモンドガール 第4話（2003年4月30日、フジテレビ）
- 幸福の王子 第4話（2003年7月23日、日本テレビ）
- 金曜エンタテイメント TEAM4（2003年9月26日、フジテレビ） - 梨本伸吾 役
- 幸福の王子（2003年、日本テレビ）
- 牡丹と薔薇（2004年、東海テレビ/フジテレビ）
- 砂の器 第11話（2004年3月28日、TBSテレビ） - 刑事 役
- 逃亡者 RUNAWAY（2004年7月-9月、TBSテレビ） - 刑事 役
- ハチロー〜母の詩、父の詩〜（2005年、NHK）
- マイ☆ボス　マイ☆ヒーロー 第10話（2006年9月16日、日本テレビ）
- 聞かせてよ愛の言葉を第10-12・14・21話（2007年3月、TBSテレビ）
- 金曜エンタテイメント 松本清張スペシャル・蒼い描点（2006年9月8日、フジテレビ）
- 世にも奇妙な物語 秋の特別編'06「部長OL」（2006年10月2日、フジテレビ）
- Dr.コトー診療所2006 第1話（2006年10月12日、フジテレビ）
- たったひとつの恋 第7話（2006年11月25日、日本テレビ）
- 医龍-Team Medical Dragon- 第3・4・6話（2007年4・5月、フジテレビ）
- 東京大空襲（2008年3月17・18日、日本テレビ）
- 越境捜査（2008年9月11日、テレビ朝日）
- ガリレオΦ（2008年10月4日、フジテレビ）
- 東京大空襲スペシャルエディション（2008年12月26日、日本テレビ）
- 日本史サスペンス劇場特別版『東大落城』安田講堂36時間の攻防戦…40年の真相SP（2009年1月14日、日本テレビ）
- 交渉人〜THE NEGOTIATOR〜SP（2009年2月28日、テレビ朝日） - パイロット 役
- 華麗なるスパイ 第1話（2009年7月18日、日本テレビ）
- Real Clothes 第9話（2009年12月8日、フジテレビ）
- インディゴの夜（2010年3月、東海テレビ/フジテレビ） - 藤尾義則 役
- ジョーカー 許されざる捜査官 特別編（2010年9月21日、フジテレビ） - 刑務官 役
- 土曜時代劇 隠密八百八町 第5、6話（2011年2月5、12日、NHK） - 伊賀者
- ハガネの女 season2 第6話（2011年5月26日、テレビ朝日） - 佐久間刑事 役
- 蜜の味〜A Taste Of Honey〜 第1話（2011年10月13日、フジテレビ） - 難波書店の店主 役
- 連続テレビ小説　梅ちゃん先生 55回　恋の後始末（2012年6月4日　NHK総合・NHK BSプレミアム） - 刑事役
- 親父がくれた秘密〜下荒井5兄弟の帰郷〜（2012年9月12日、テレビ東京）
- 読売テレビ開局55年記念ドラマ お家さん（2014年5月9日、読売テレビ/日本テレビ）

### 映画
- きけ、わだつみの声 Last Friends（1995年）[1] - 憲兵 役
- 鉄道員（1999年）[2] - 坑夫 役
- 金融腐食列島（1999年）
- 五条霊戦記（2000年）
- 13階段（2003年）[1] - 遠藤刑務官 役
- 姐御（1988年）[1] - 友則 役
- クライマーズ・ハイ（2008年）
- ジェネラル・ルージュの凱旋（2009年）[2]
- ブラック会社に勤めてるんだが、もう俺は限界かもしれない（2009年）
- 白夜行（2011年）
- エイプリルフールズ（2015年）[2]
- シン・ゴジラ（2016年）[3]